# Гаврилюк Петро Іванович
Петро́ Іва́нович Гаврилю́к (нар. 25 березня 1952, Октябрьськ Іркутська область, Росія) — український і російський актор театру і кіно, педагог, телережисер. Заслужений діяч мистецтв України (2004).

## Життєпис
1988 — закінчив Ленінградський інститут театру, музики і кінематографії.
1973—1998 — актор Харківського театру ляльок ім. В. Афанасьєва.
З 1988 — працює у Харківській академії культури: 2002—2005 — завідувач кафедри мистецтвознавства.
1994—2000 — режисер-педагог агентства телебачення «Новини», режисер і виконавець в авторських програмах «В гостях у тата Карла», «Руни мудрого оракула», рекламних роликах «Ми здолаємо корупцію», «Перед законом всі рівні», «Учитися, учитися й учитися».
Кандидат мистецтвознавства (1993), доцент (1995), заслужений діяч мистецтв України (2004).
З 2006 — викладач Російського державного інституту сценічних мистецтв (з 2007 — професор).

## Ролі в театрі
- Швейк
- Чернець («Декамерон»)
- Гермес («Чарівна галатея»)
- Відлюдник («Чортів млин»)

## Роботи
- Монтаж как одно из основных выразительных средств в режиссуре кино и телевидения:  Учебно-методическое пособие. — Санкт-Петербург, 2000 (співавт.).
- Основы телевизионной журналистики: Учебно-методическое пособие. — Санкт-Петербург, 2000 (співавт.).
- Речь актера в театре кукол. — Х., 2001.
- Жанры телевизионной журналистики: Учебное пособие. — Х., 2005.